# Darío Brizuela
Darío Brizuela Arrieta (San Sebastián, 8 de novembro de 1994) é um basquetebolista profissional espanhol que atualmente joga pelo Unicaja Málaga. O atleta possui 1,88m de altura e joga na posição armador.

## Ligações Externas
- Darío Brizuela no X